# Michał Moskal
Michał Moskal (ur. 6 maja 1994 w Janowie Lubelskim) – polski polityk, przewodniczący Forum Młodych PiS (od 2020), poseł na Sejm X kadencji (od 2023).

## Życiorys
Absolwent prawa na Uniwersytecie Warszawskim. Działał w Niezależnym Zrzeszeniu Studentów, w latach 2015–2017 był przewodniczącym NZS na szczeblu krajowym. Wszedł także w skład rady Fundacji Alumni NZS. Wstąpił do Prawa i Sprawiedliwości, z jego ramienia w wyborach w 2018 uzyskał mandat radnego Żoliborza, którego zrzekł się w 2022. Był asystentem wiceministra spraw wewnętrznych i administracji, a następnie obrony narodowej Tomasza Zdzikota. W 2020 został przewodniczącym Forum Młodych PiS. W tym samym roku objął funkcję dyrektora biura prezydialnego PiS. W 2020 i 2023 zostawał szefem gabinetu politycznego Jarosława Kaczyńskiego, który był powoływany wówczas na stanowisko wicepremiera. Kierował także gabinetem politycznym Mariusza Błaszczaka w okresie sprawowania przez niego urzędu wicepremiera. W 2020 był inicjatorem projektu nowelizacji ustawy o ochronie zwierząt (tzw. piątki dla zwierząt), która wywołała protesty środowisk rolniczych i której procedowanie zostało wstrzymane w Sejmie na etapie prac nad poprawkami senackimi.
W wyborach parlamentarnych w 2023 został wybrany do Sejmu X kadencji, startując z drugiego miejsca na liście PiS w okręgu lubelskim i otrzymując 21 958 głosów. W październiku 2024 wszedł w skład komitetu wykonawczego PiS, a w grudniu tego samego roku objął funkcję wiceprezesa zarządu okręgowego partii w Lublinie.

## Życie prywatne
W styczniu 2023 na terenie kopalni „Bogdanka” oświadczył się działaczce organizacji pozarządowych Marii Cholewińskiej, co z uwagi na okoliczności tego wydarzenia wzbudziło szeroki rozgłos medialny. Para zawarła związek małżeński w maju 2024.